# Catedral de San Rafael (Illapel)
La catedral de San Rafael es una iglesia catedralicia de culto católico, sede de la prelatura de Illapel, ubicada en dicha ciudad de la Región de Coquimbo, Chile. Pertenece a la prelatura territorial de Illapel.

## Historia
La iglesia de Illapel fue construida en ladrillo en 1882, pero fue destruida por un incendio en 1936. Ese mismo año comenzó la construcción de un nuevo templo, inaugurado en 1937 con una arquitectura morisca, y que fue destruido por el terremoto de 1965.
En 1966 se estableció la prelatura de Illapel, pero recién en 1970 fue inaugurada la nueva catedral de estilo scarpiana, donación de Berta y María van Hese.